# Louis-Félix Delarue
Pour les articles homonymes, voir Delarue.
Louis-Félix Delarue, né le 19 octobre 1730 à Paris, où il est mort le 24 juin 1777, est un dessinateur et sculpteur français.

## Biographie
Frère aîné de Philibert-Benoît de La Rue, il était l’élève de Lambert-Sigisbert Adam.
Lauréat du prix de Rome en 1750, il obtient le brevet d’élève sculpteur de l’Académie de Rome le 7 septembre 1754. Il est admis à Académie de Saint-Luc en 1760.

## Œuvres
- Orléans, musée des Beaux-Arts:
- Bacchanale, 1754-1755, plume, encre brune et lavis brun sur traits de sanguine sur papier vergé, 42,4 x 56,1 cm[3].
- Le Serpent d’airain, 1760-1770, plume, encre brune et lavis brun sur traits de pierre noire sur papier vergé, 27,3 x 42,5 cm[4].